# Mala Vyska (huyện)
Huyện Mala Vyska (tiếng Ukraina: Маловисківський район, chuyển tự: Mala Vyskas'kyi raion) là một huyện của tỉnh Kirovohrad thuộc Ukraina. Huyện Mala Vyska có diện tích 1248 km², dân số theo điều tra dân số ngày 5 tháng 12 năm 2001 là 51494 người với mật độ 41 người/km2. Trung tâm huyện nằm ở Mala Vyska.